# Greve da La Canadiense
A greve da La Canadiense foi uma greve iniciada originalmente na empresa elétrica Riegos y fuerzas del Ebro, pertencente ao Barcelona Traction, Light and Power Company, limited, mais conhecida como La Canadiense, chamada assim porque o principal acionista da companhia era o Canadian Bank of Commerce of Toronto. Iniciou-se em 5 de fevereiro de 1919 em Barcelona, prolongando-se durante 44 dias nos que se converteu em greve geral e paralisando Barcelona e 70% de toda a indústria catalã.
A greve constituiu um dos maiores sucessos do movimento operário espanhol, destacando a Confederação Nacional do Trabalho, pois depois do fim da greve, conseguiram melhorias salariais, a reintegração dos trabalhadores despedidos, a libertação de milhares de trabalhadores detidos durante a greve e o Decreto da jornada de oito horas de trabalho, convertendo a Espanha no primeiro país que promulgava esta reivindicação operária.

## Desenvolvimento da greve

### Antecedentes
Esta greve enquadra-se dentro do auge da CNT que só na regional catalã tinha em torno de 500 000 filiados, sendo o maior expoente da influência que tinha a confederação em 1919 na cidade de Barcelona. A greve foi, dessa forma, o resultado da reordenação em sindicatos únicos que realizou a Confederação Regional da Catalunha no Congresso de Sants e que adotaria posteriormente toda a organização.

### Início da greve
A greve originou-se em solidariedade a oito trabalhadores despedidos do pessoal de escritórios da companhia elétrica Riegos y fuerzas del Ebro. Ao passar parte da categoria dos trabalhadores fixos para temporários, a empresa decidiu baixar-lhes o salário. Alguns destes trabalhadores eram membros do sindicato único da CNT e recorreram a esta para propor o conflito, o que provocou seus despedimentos. Três dias depois, em 5 de fevereiro, os trabalhadores da seção de faturação da empresa declararam-se em greve até a reintegração de seus colegas e enviaram uma comissão ao governador civil, ao presidente da mancomunitat e ao prefeito para que interviessem. A direção chamou à polícia para que os expulsassem da fábrica. Seu despedimento motivou que outras seções da companhia se unissem à greve.
Em fevereiro de 1919, iniciou-se o que mais tarde seria conhecido como a "Greve da La Canadiense", assim chamado porque o principal acionista da Companhia era o Canadian Bank of Commerce of Toronto. O conflito começou a organizar-se entre a equipe do escritório, um sindicato independente que o gerente da La Canadiense, Fraser Lawton, nunca aceitou, então ele usou como uma estratégia fazer oito funcionários temporários e reduzir seu salário. Eles protestaram com o argumento de que: "para o mesmo trabalho, mesmo salário". Essas oito pessoas, que eram precisamente aquelas que organizaram o sindicato independente dentro da empresa, foram imediatamente demitidas por Lawton. Cinco das sancionadas pertenciam à seção de cobrança e seus companheiros, em solidariedade, em 5 de fevereiro de 1919 entraram em greve. Partindo a caneta e puxando os tinteiros, eles se recusaram a continuar trabalhando até que seus colegas demitidos fossem reintegrados. Os 117 funcionários da seção de cobrança foram ao governo para conversar com o governador, que prometeu que ele intercederia por eles com a empresa, se eles voltarem para o trabalho. Quando eles voltaram, eles encontraram forças policiais bloqueando seu caminho, não permitindo que eles entrassem no prédio, causando vários incidentes e deixando todos eles despedidos. No dia seguinte, as notícias correram por Barcelona como um incêndio.Original (em castelhano): En febrero de 1919, se inició la que más tarde sería conocida como la «Huelga de La Canadiense», llamada así porque el principal accionista de la Compañía era Canadian Bank of Commerce of Toronto. El conflicto comenzó al organizarse entre el personal de oficinas, un Sindicato Independiente, que el gerente de La Canadiense, Fraser Lawton, nunca aceptó, por lo que éste empleó como estrategia hacer fijos ocho empleados eventuales y rebajarles el sueldo. Estos protestaron con el argumento de que: «a mismo trabajo, mismo sueldo». Estas ocho personas, que eran precisamente las que habían organizado el Sindicato Independiente dentro de la empresa, inmediatamente fueron despedidos por Lawton. Cinco de los sancionados pertenecían a la sección de facturación y sus compañeros, en acto de solidaridad, el día 5 de febrero de 1919 se declararon en huelga. Rompiendo la pluma y tirando los tinteros, se negaron a seguir trabajando hasta que se readmitiera a sus compañeros despedidos. Los 117 empleados de la sección de facturación se dirigieron hacia Gobernación para hablar con el gobernador, que les prometió que intercedería por ellos ante la empresa, si volvían al trabajo. Cuando éstos volvieron, se encontraron con fuerzas de la policía que les impedían el paso, no dejándoles entrar al interior del edificio, produciéndose diversos incidentes y quedando todos ellos despedidos. Al día siguiente la noticia corrió por Barcelona como un reguero de pólvora.— Manel Aisa (em castelhano)
Neste ponto o conflito que se propõe adquire outros contornos, já não é só uma luta trabalhista, o que está em jogo é o reconhecimento dos sindicatos. Nomeou-se um comitê de greve formado por vários dos despedidos e membros da CNT liderado por Simó Piera. No dia 8 de fevereiro, quase toda a categoria se declarou em greve e os cobradores se negaram a cobrar recibos. Uma parte do categoria de Energia Eléctrica de Cataluña começa a solidarizar-se com a greve e iniciam a greve em sua empresa. Os operários da La Canadiense publicaram as bases que apresentaram à empresa: reintegração de todos os despedidos, aumento de salários, despedimento dos fura-greves e nenhuma represália por parte da direção. Aos dois dias a empresa respondeu com um comunicado acusando aos sindicatos de aproveitar-se politicamente do conflito. A situação agravou-se quando um cobrador que não apoiava a greve foi assassinado em 12 de fevereiro. Em 17 de fevereiro, ao calor desta situação, declara-se a greve no setor têxtil.

### Greve geral em Barcelona
No dia 21 de fevereiro a greve no setor elétrico era geral, com a soma dos trabalhadores de todas as companhias elétricas. Desta maneira, 70% da indústria catalã, os bondes ou diários viram-se afetados provocando uma paralisação forçada. Depois de falar com a embaixada inglesa, o governo do Conde de Romanones apreende a empresa e envia alguns elementos do corpo de engenheiros e do exército. Os técnicos militares consideraram que precisariam quatro dias para restabelecer o serviço. Milans del Bosch, capitão geral de Barcelona, considerava necessário declarar o estado de guerra, ao contrário do governador. Em 27 de fevereiro, a greve nas companhias de eletricidade, gás e água torna-se geral. Romanones declara nesse mesmo dia que demitirá quando se restabelecer a ordem em Barcelona.
Em 1 de março, o governo apreendeu o serviço de águas e o prefeito pôs-se em contato com o comitê de greve. Este apresentou suas condições, dando um prazo de dois dias para contestar. As condições eram: liberdade dos presos encarcerados desde 16 de janeiro, a abertura dos sindicatos e a imunidade do comitê de greve. As propostas foram recusadas pelo governo e as companhias publicaram que todos aqueles trabalhadores que não voltassem a trabalhar o 6 de março seriam despedidos. Neste contexto aparece a censura vermelha patrocinada pelo sindicato único de Artes Gráficas. Este proibiu toda a publicação sobre o conflito que fosse prejudicial para os interesses dos trabalhadores. Esta censura chegou a atrasar o lado governamental e impor e cobrar multas a delegados sindicais. Em 7 de março começou uma greve no setor ferroviário que no dia 12 do mesmo mês já era geral. O 9 de março o governo conseguiu publicar a proclamação do capitão geral, Milans del Bosch para a mobilização de todos os trabalhadores das empresas em greve. Ele ditava uma pena de quatro anos de prisão para aqueles que não se apresentassem em suas zonas de recrutamento. A maior parte dos trabalhadores não se apresentaram e foram presos no castelo de Montjuich, onde chegaram a prender quase três mil presos. 

### O fim da greve
Em 13 de março José Morete, subsecretario da presidência, chega a Barcelona, Carlos Montañés, engenheiro de simpatias catalanistas, é nomeado governador civil e Gerardo Doval é nomeado chefe de polícia. Ao mesmo tempo declara-se o estado de guerra e mantém-se a censura à imprensa. O governo estava preocupado por vários motivos: a extensão da greve a outras zonas de influência cenetista como Valencia, Zaragoza ou Andaluzia e a ameaça da UGT de solidarizar-se. No dia seguinte, Lawton e Montañés têm uma reunião onde o segundo convence ao primeiro para que negocie com o comitê de greve. Nestas reuniões, que terão lugar na sede do Instituto de Reformas Sociais entre o 15 e 17 de março, se negocia entre todas as partes e se chega ao seguinte acordo: o fim da greve, liberdade para todo preso que não estivesse submetido a processo, reintegração de todo grevista sem represálias, aumento geral e proporcional dos salários dos trabalhadores 
da La Canadiense, jornada máxima de oito horas e o pagamento da metade do mês que se esteve em greve. Para que este acordo se pudesse ocorrer ter-se-ia que contar com o consentimento dos trabalhadores, para isso se ocorreu uma reunião na praça de touros das Areias ao que assistiram em torno de 20.000 trabalhadores. Nesta reunião, depois da intervenção de Segui, aceitou-se finalizar a greve.

### Avaliação da greve
Esta greve foi um dos maiores sucessos do movimento operário na Espanha. Os sindicatos tinham-se imposto e tinham-se conseguido todas as exigências trabalhistas, entre elas a jornada de oito horas. Da mesma forma, a disciplina operária dominou as facções mais agressivas: nos quarenta e quatro dias que durou a greve se deram muito poucos atos violentos: uma bomba e quatro assassinatos; fatos isolados ante o pacifismo do resto de trabalhadores. 